# أندرو ديفيز (سياسي)
أندرو ديفيز (بالإنجليزية: Andrew Davies)‏ هو سياسي بريطاني، ولد في 5 مايو 1952 في هيرفورد في المملكة المتحدة. حزبياً، نشط في حزب العمال.

## مناصب
- انتخب Minister for Economic Development and Transport ‏ (1 مايو 2003 – 25 مايو 2007).
- في انتخابات الجمعية الوطنية الويلزية 2007 [الإنجليزية]‏، انتخب عضو الجمعية الوطنية الويلزية الثالثة ‏ عن دائرة Swansea West (Senedd constituency) [الإنجليزية]‏ وقد انضم خلال فترته النيابية  [لغات أخرى]‏ (3 مايو 2007 – 30 مارس 2011) للكتلة البرلمانية حزب العمال الويلزي [الإنجليزية]‏.
- في انتخابات الجمعية الوطنية الويلزية 2003 [الإنجليزية]‏، انتخب عضو الجمعية الوطنية الويلزية الثانية ‏ عن دائرة Swansea West (Senedd constituency) [الإنجليزية]‏ وقد انضم خلال فترته النيابية  [لغات أخرى]‏ (1 مايو 2003 – 28 مارس 2007) للكتلة البرلمانية حزب العمال الويلزي [الإنجليزية]‏.
- في انتخابات الجمعية الوطنية الويلزية 1999 [الإنجليزية]‏، انتخب عضو الجمعية الوطنية الويلزية الأولى عن دائرة Swansea West (Senedd constituency) [الإنجليزية]‏ وقد انضم خلال فترته النيابية  [لغات أخرى]‏ (6 مايو 1999 – 2 أبريل 2003) للكتلة البرلمانية حزب العمال الويلزي [الإنجليزية]‏.
- انتخب Minister for Assembly Business ‏ ( – 1 مايو 2003).
- انتخب Chief Whip (Wales) [الإنجليزية]‏ (12 مايو 1999 – ).
- انتخب Minister for Social Justice and Public Service Delivery ‏ (31 مايو 2007 – 19 يوليو 2007).
- انتخب Minister for Finance and Public Service Delivery ‏ (19 يوليو 2007 – 9 ديسمبر 2009).